# Loma Chilar
Loma Chilar är en ort i Mexiko.   Den ligger i kommunen Huautla de Jiménez och delstaten Oaxaca, i den sydöstra delen av landet, 280 km sydost om huvudstaden Mexico City. Loma Chilar ligger 1 702 meter över havet och antalet invånare är 665.
Terrängen runt Loma Chilar är bergig österut, men västerut är den kuperad. Runt Loma Chilar är det ganska glesbefolkat, med 36 invånare per kvadratkilometer. Närmaste större samhälle är Huautla de Jiménez, 1,9 km sydväst om Loma Chilar. I omgivningarna runt Loma Chilar växer i huvudsak städsegrön lövskog.